# Sebastián Peluso
Sebastián Peluso (Flores, Ciudad de Buenos Aires, 3 de febrero de 1980) es un piloto argentino de automovilismo de velocidad. Compitió en diferentes categorías argentinas de automovilismo, adquiriendo experiencia en monoplazas y turismos. Inició su carrera en el karting, compitiendo entre los años 2005 y 2006. Tras estas experiencias, en 2007 debutó formalmente en el automovilismo, al ingresar a competir en el Desafío Focus y la Copa Desafío Fiesta, logrando en esta última su primer título profesional en el año 2008. Su carrera deportiva continuó en las categorías Fórmula Metropolitana, TC Pista Mouras, TC Mouras y TC 2000.

## Biografía
Iniciado en el ambiente del karting, debutó en 2005 haciendo dos temporadas en la categoría ProKart Grupo 2. Tras estas dos participaciones, rápidamente llegó su debut en el automovilismo profesional, al incorporarse sucesivamente en el año 2007 a las monomarcas Desafío Focus y Desafío Fiesta, ambas patrocinadas por Ford Argentina S.A.. De estas dos categorías, obtuvo su mayor brillo en la segunda, donde continuó compitiendo en 2008 obteniendo el campeonato de forma anticipada, siendo a su vez su primer título profesional. En 2009 se presentó a competir en el Concurso Nacional de Pilotos, competencia de monospostos de carácter eliminatorio que premiaba al campeón con una incursión totalmente gratuita en la divisional Top Race Junior. Allí, Peluso quedaría eliminado en instancias semifinales. Aun así, la posibilidad de poder competir al comando de un monoplaza le abrió las puertas para su debut en la Fórmula Metropolitana, categoría donde se estrenó en le año 2009 pero disputando apenas 4 competencias.
En 2010 ingresó al campeonato de prototipos GT 2000, donde compitió al comando de un chasis Scorpion con motor de Renault Mégane, con asistencia de Juan Marangoni. En esta temporada, consiguió a la etapa de definición del campeonato, cerrando en la séptima colocación tanto en el play off como en el campeonato general. Estos resultados le abrieron las puertas para competir en 2011 en la categoría TC Pista Mouras, donde se presentó inicialmente al comando de un Torino Cherokee del equipo FP Racing Team, para cambiarlo luego de 11 fechas por un Dodge Cherokee. La participación de Peluso en esta temporada culminó con un 18º lugar en el campeonato.

## Trayectoria
| Año       | Categoría                                                | Automóvil         |
| --------- | -------------------------------------------------------- | ----------------- |
| 2005-2006 | Piloto de karts                                          | Karting           |
| 2007      | Debut en Desafío Focus                                   | Ford Focus I      |
| 2007      | Debut en Copa Desafío Fiesta                             | Ford Fiesta       |
| 2008      | Campeón de Copa Desafío Fiesta                           | Ford Fiesta       |
| 2009      | Debut en la Fórmula Metropolitana                        | Crespi-Renault    |
| 2010      | Debut en GT 2000                                         | Scorpion-Mégane   |
| 2011      | Debut en TC Pista Mouras                                 | Torino Cherokee   |
| 2011      | Debut en TC Pista Mouras                                 | Dodge Cherokee    |
| 2011      | GT 2000                                                  | Scorpion-Mégane   |
| 2012      | TC Pista Mouras                                          | Dodge Cherokee    |
| 2013      | TC Pista Mouras                                          | Dodge Cherokee    |
| 2013      | GT 2000, 1 carrera                                       | Scorpion-Mégane   |
| 2013      | Clase 2 del Turismo Pista, Invitado                      | Fiat Palio        |
| 2014      | Debut en TC Mouras                                       | Dodge Cherokee    |
| 2015      | TC Mouras                                                | Dodge Cherokee    |
| 2016      | Debut TC 2000                                            | Fiat Linea        |
| 2016      | TC 2000                                                  | Fiat Linea        |
| 2016      | TC Mouras, 1 carrera                                     | Torino Cherokee   |
| 2017      | TC 2000                                                  | Ford Focus III    |
| 2017      | Invitado 200 km de Buenos Aires (Debut en Súper TC 2000) | Ford Focus III    |
| 2017      | Invitado Abarth Punto Competizione, 2 carreras           | Fiat Punto Abarth |
| 2018      | TC 2000                                                  | Ford Focus III    |

- [3]

## Resultados

### TC 2000
| Año  | Equipo                    | Auto              | 1    | 2    | 3     | 4     | 5    | 6    | 7     | 8     | 9     | 10    | 11    | 12   | 13    | 14     | 15     | 16     | 17    | 18    | 19  | 20     | 21    | 22     | 23     | Res. | Puntos |
| ---- | ------------------------- | ----------------- | ---- | ---- | ----- | ----- | ---- | ---- | ----- | ----- | ----- | ----- | ----- | ---- | ----- | ------ | ------ | ------ | ----- | ----- | --- | ------ | ----- | ------ | ------ | ---- | ------ |
| 2016 |                           |                   | SMM  | SMM  | CON I | CON I | BA I | BA I | SJO   | SJO   | LP    | LP    | CDU   | CDU  | BA II | BA II  | CON II | CON II | RAF   | RAF   | AG  | RC     | RC    | PAR    | PAR    | 26°  | 26,5   |
| 2016 | Pro Racing                | Fiat Linea        | Ret  | 13   | NL    | Ex.   | 12   | 11   | 19    | 15    | 21    | 20    | 17    | Ret  |       |        |        |        |       |       |     |        |       |        |        | 26°  | 26,5   |
| 2016 | Escudería Río de la Plata | Toyota Corolla X  |      |      |       |       |      |      |       |       |       |       |       |      | 14    | 14     |        |        |       |       |     |        |       |        |        | 26°  | 26,5   |
| 2016 | Escudería FE              | Peugeot 408 I     |      |      |       |       |      |      |       |       |       |       |       |      |       |        | Ex.    | 22     |       |       | Ex. | 17     | 13    | 10     | 17†    | 26°  | 26,5   |
| 2017 |                           |                   | AG I | AG I | BA I  | BA I  | CDU  | CDU  | PAR I | PAR I | RC    | RC    | BA II | SL   | SL    | PAR II | PAR II | AG II  | SMM   | CON   | CON | BA III |       |        |        | 8°   | 182    |
| 2017 | Escudería Fela            | Ford Focus III    | 14   | 10   | 7     | 8     | Ret  | 9    | 6     | 4     | 19    | Ret   | 11    | 8    | 4     | 12     | Ex.    | 6      | 6     | Ret   | Ret | 6      |       |        |        | 8°   | 182    |
| 2018 |                           |                   | AG I | AG I | CDU   | CDU   | CON  | CON  | RC    | RC    | BA    | LP    | LP    | SL I | SL I  | AG II  | SMM    | SMM    | SL II | SL II | ROS | ROS    | PAR   | PAR    |        | 10°  | 186    |
| 2018 | Escudería Fela            | Ford Focus III    | 7    | 7    | 13    | 6     | 14   | 12   | 15    | 20    | 14    | Ret   | 12    | 13   | Ret   | 3      | 2      | 16     | 11    | 12    | 3   | 10     | 3     | 17     |        | 10°  | 186    |
| 2019 |                           |                   | AG   | AG   | OLA   | OLA   | RC I | RC I | CDU   | CDU   | PAR I | PAR I | SNI   | SNI  | ROS   | ROS    | BA I   | RC II  | RC II | OBE   | OBE | BA II  | BA II | PAR II | PAR II | 11°  | 159    |
| 2019 | Toyota Young              | Toyota Corolla XI | 5    | 12   | 2     | 8     | 9    | 2    | 11    | Ret   | 12    | 13    | Ret   | 5    | Ret   | 9      | 8      | 2      | 8     | 2     | 6   | 10     | 4     | 10     | 14     | 11°  | 159    |

### Súper TC 2000
| Año  | Equipo         | Auto               | 1    | 2   | 3   | 4   | 5   | 6   | 7   | 8   | 9   | 10  | 11    | 12  | 13    | 14 | Res. | Puntos |
| ---- | -------------- | ------------------ | ---- | --- | --- | --- | --- | --- | --- | --- | --- | --- | ----- | --- | ----- | -- | ---- | ------ |
| 2017 |                |                    | BA I | PDF | SMM | ROS | ROS | TRH | RAF | OBE | SFE | SFE | BA II | SJU | GR    | AG | -    | -      |
| 2017 | Escudería Fela | Ford Focus III     |      |     |     |     |     |     |     |     |     |     | 2     |     |       |    | -    | -      |
| 2018 |                |                    | BA I | ROS | ROS | SMM | PDF | RAF | SJU | OBE | SFE | SFE | TRH   | SNI | BA II | AG | -    | -      |
| 2018 | Equipo FE      | Peugeot 408 I      |      |     |     |     |     |     |     |     |     |     |       |     | Ret   |    | -    | -      |
| 2019 |                |                    | AG   | GR  | VIL | ROS | PAR | SAL | SNI | SJU | SMM | SMM | BA    | RC  | CEN   |    | -    | -      |
| 2019 | Chevrolet YPF  | Chevrolet Cruze II |      |     |     |     |     |     |     |     |     |     | 17    |     |       |    | -    | -      |

## Palmarés
| Título  | Categoría           | Automóvil   | Año  |
| ------- | ------------------- | ----------- | ---- |
| Campeón | Copa Desafío Fiesta | Ford Fiesta | 2008 |